# Westville (Nova Jersey)
Westville és una població dels Estats Units a l'estat de Nova Jersey. Segons el cens del 2006 tenia 4.458 habitants.

## Demografia
Segons el cens del 2000, Westville tenia 4.500 habitants, 1.812 habitatges, i 1.125 famílies. La densitat de població era de 1.809,9 habitants per km².
Dels 1.812 habitatges en un 29,5% hi vivien nens de menys de 18 anys, en un 45,4% hi vivien parelles casades, en un 12,2% dones solteres, i en un 37,9% no eren unitats familiars. En el 31,8% dels habitatges hi vivien persones soles l'11,9% de les quals corresponia a persones de 65 anys o més que vivien soles. El nombre mitjà de persones vivint en cada habitatge era de 2,48 i el nombre mitjà de persones que vivien en cada família era de 3,15.
Per edats la població es repartia de la següent manera: un 24,5% tenia menys de 18 anys, un 8% entre 18 i 24, un 32% entre 25 i 44, un 21,5% de 45 a 60 i un 14,1% 65 anys o més.
L'edat mediana era de 37 anys. Per cada 100 dones de 18 o més anys hi havia 91,4 homes.
La renda mediana per habitatge era de 39.570 $ i la renda mediana per família de 49.005 $. Els homes tenien una renda mediana de 35.909 $ mentre que les dones 27.220 $. La renda per capita de la població era de 18.747 $. Aproximadament el 7,4% de les famílies i el 8,7% de la població estaven per davall del llindar de pobresa.

## Poblacions més properes
El següent diagrama mostra les poblacions més properes.